# Consonant gutural
Una consonant gutural és una consonant el punt d'articulació de la qual està a la part posterior del tracte vocal, usualment es consideren guturals les consonants uvulars, les faríngies, les epiglotals, les glotals, i alguns autors inclouen també les velars.
De forma popular alguns idiomes es consideren com “llengües guturals”. Alguns d'aquests idiomes serien l'àrab, el francès i l'alemany.
Els idiomes tuu i juu (khoisan) del sud d'Àfrica tenen moltes vocals guturals.
La paraula gutural deriva del llatí i literalment significa “de la gola”. El terme "gutural" no té una definició establerta, encara que històricament ha estat utilitzat en la fonètica i ocasionalment el fan servir els fonòlegs actualment, però no forma part de la classificació de consonants usades per l'Alfabet Fonètic Internacional.
Els sons guturals són típicament consonants, però algunes articulacions també es poden considerar guturals. Gairebé mai es fa servir gutural com un terme tècnic en lingüística.